# Хроника Второй мировой войны (март 1940 года)

Ход Второй мировой войны в Европе в виде анимации

## 1 марта1940 года(пятница). 183-й день войны
Советско-финская война.

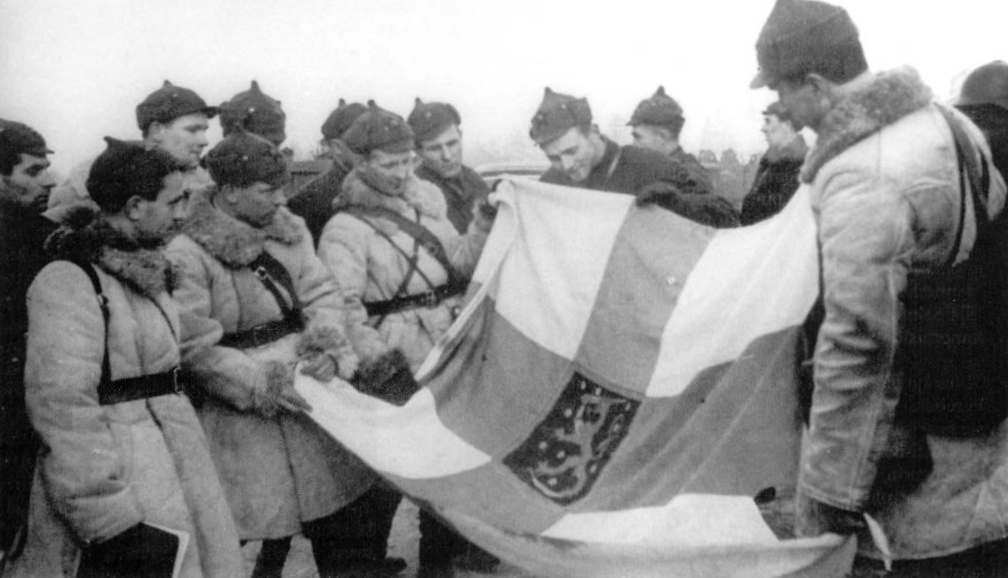
Группа красноармейцев с захваченным флагом Финляндии

Франко-британские планы боевых действий против СССР.
Великобритания с самого начала оказывала помощь Финляндии. С одной стороны, британское правительство пыталось избежать превращения СССР во врага, с другой — в нём было распространено мнение, что из-за конфликта на Балканах с СССР «придётся воевать так или иначе». Финский представитель в Лондоне Георг Грипенберг (fi:Georg Achates Gripenberg) обратился к Галифаксу 1 декабря 1939 года с просьбой разрешить поставки военных материалов в Финляндию, с условием, что они не будут реэкспортированы в нацистскую Германию (с которой Великобритания была в состоянии войны). Глава Департамента Севера (en:Northern Department) Лоуренс Коллиер (en:Laurence Collier) при этом считал, что британские и немецкие цели в Финляндии могут быть совместимы и желал вовлечения Германии и Италии в войну против СССР, при этом выступая, однако, против предложенного Финляндией применения польского флота (тогда под контролем Великобритании) для уничтожения советских судов. Томас Сноу (англ. Thomas Snow), представитель Великобритании в Хельсинки, продолжал поддерживать идею антисоветского союза (с Италией и Японией), высказываемую им до войны.
На фоне правительственных разногласий британская армия начала поставлять в декабре 1939 года вооружение, включая артиллерию и танки (в то время как Германия воздержалась от поставок тяжёлого оружия в Финляндию).
Когда Финляндия запросила поставку бомбардировщиков для атак на Москву и Ленинград, а также для разрушения железной дороги на Мурманск, последняя идея получила поддержку со стороны Фицроя Маклина (Fitzroy MacLean) в Департаменте Севера: помощь финнам в уничтожении дороги позволит Великобритании «избежать проведения той же операции позже, самостоятельно и в менее выгодных условиях». Начальники Маклина, Коллиер и Кадоган, согласились с рассуждениями Маклина и запросили дополнительную поставку самолётов «Бленхейм» в Финляндию.
По мнению Крейга Геррарда, планы вмешательства в войну против СССР, рождавшиеся тогда в Великобритании, иллюстрировали лёгкость, с какой британские политики забывали про ведущуюся ими в этот момент войну с Германией. К началу 1940 года в Департаменте Севера возобладала точка зрения, что применение силы против СССР неизбежно. Коллиер, как и раньше, продолжал настаивать на том, что умиротворение агрессоров ошибочно; теперь врагом, в отличие от его предыдущей позиции, была не Германия, а СССР. Геррард объясняет позицию Маклина и Коллиера не идеологическими, а гуманитарными соображениями.
Советские послы в Лондоне и Париже сообщали, что в «кругах, близких к правительству» имеется желание поддержать Финляндию с целью примирения с Германией и направления Гитлера на Восток. Ник Смарт считает, однако, что на сознательном уровне аргументы за интервенцию исходили не из попытки обменять одну войну на другую, а из предположения, что планы Германии и СССР тесно связаны.
С точки зрения Франции, антисоветская направленность также имела смысл из-за крушения планов предотвратить усиление Германии с помощью блокады. Советские поставки сырья привели к тому, что немецкая экономика продолжала расти, и французы стали понимать, что через некоторое время вследствие этого роста выигрыш войны против Германии станет невозможным. В такой ситуации, хотя перенос войны в Скандинавию и представлял определённый риск, бездействие являлось ещё худшей альтернативой. Начальник французского генерального штаба Гамелен отдал указание на планирование операции против СССР с целью вести войну за пределами французской территории; планы были вскоре подготовлены.
Великобритания не поддержала некоторые французские планы: например, атаку на нефтяные поля в Баку, наступление на Петсамо с использованием польских войск (правительство Польши в изгнании в Лондоне формально было в состоянии войны с СССР). Тем не менее, Великобритания также приближалась к открытию второго фронта против СССР.
Французские же планы, по мере ухудшения положения Финляндии, становились всё более односторонними.

## 2 марта1940 года(суббота). 184-й день войны
Советско-финская война.
2 марта 1940 года Даладье объявил о готовности отправить в Финляндию для войны против СССР 50 000 французских солдат и 100 бомбардировщиков. Правительство Великобритании не было заранее поставлено в известность о заявлении Даладье, но согласилось отправить в Финляндию 50 английских бомбардировщиков. Координационное совещание было назначено на 12 марта 1940 года, но вследствие окончания войны планы остались нереализованными
Датско-норвежская операция.

## 3 марта1940 года(воскресение). 185-й день войны
Советско-финская война.

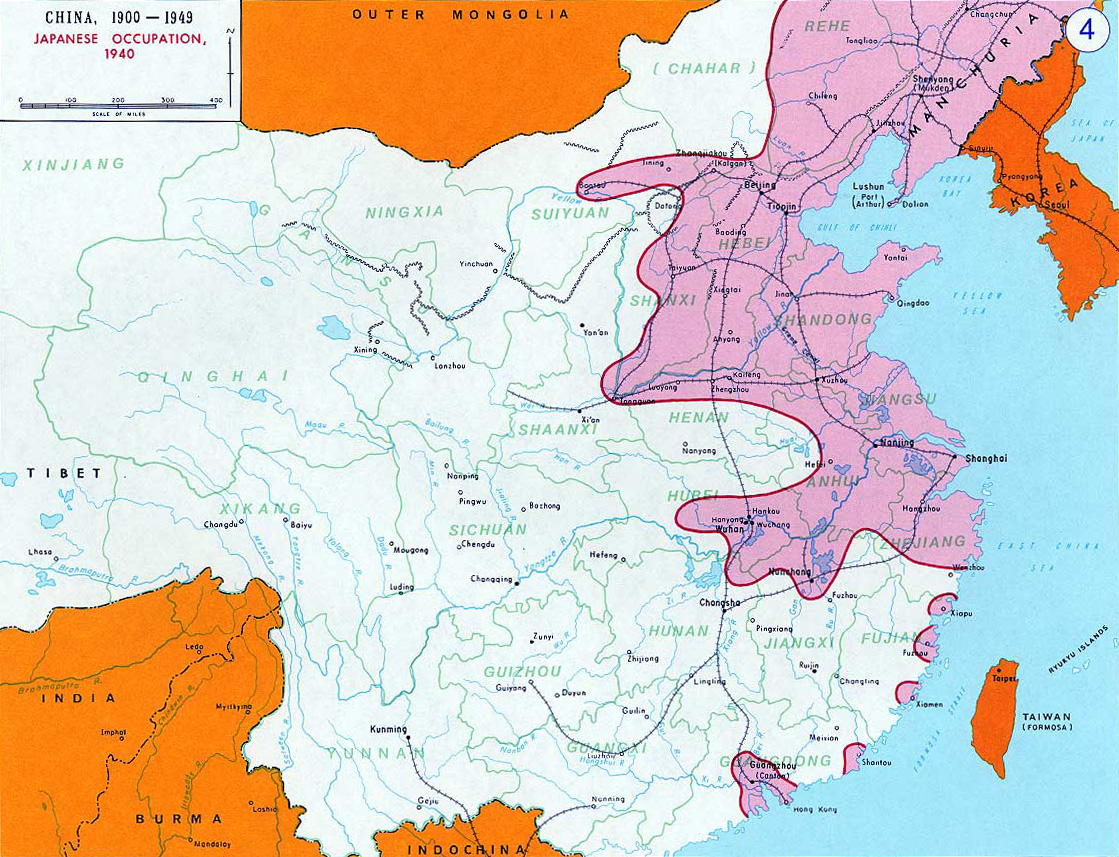
Японская оккупация Китая в 1940 г.

Японо-китайская война. Второй период войны. С 13 марта по 3 апреля 1939 развернулась Наньчанская операция, в ходе которой японским войскам в составе 101-й и 106-й пехотной дивизии при поддержке десанта морской пехоты и массированном применении авиации и канонерских лодок удалось занять город Наньчан и ряд других городов.

## 4 марта1940 года(понедельник). 186-й день войны
Советско-финская война.

## 5 марта1940 года(вторник). 187-й день войны
Советско-финская война.

## 6 марта1940 года(среда). 188-й день войны
Советско-финская война. Завершение войны и заключение мира..
К марту 1940 года финское правительство осознало, что, несмотря на требования продолжения сопротивления, никакой военной помощи, кроме добровольцев и оружия, Финляндия от союзников не получит. После прорыва «линии Маннергейма» Финляндия заведомо была не в состоянии сдержать наступление Красной Армии. Встала реальная угроза полного захвата страны, за которым последовало бы либо присоединение к СССР, либо смена правительства на просоветское.

## 7 марта1940 года(четверг). 189-й день войны
Советско-финская война. Завершение войны и заключение мира.. Правительство Финляндии обратилось к СССР с предложением начать мирные переговоры. 7 марта в Москву прибыла финская делегация.
Датско-норвежская операция.
7 марта 1940 года Гитлер утвердил окончательный план операции «Везерюбунг».

## 8 марта1940 года(пятница). 190-й день войны
Советско-финская война. Завершение войны и заключение мира..
На заключительном этапе операции 13-я армия наступала в направлении на Антреа (совр. Каменногорск), 7-я — на Выборг. Финны оказывали ожесточённое сопротивление, но вынуждены были отступать.
Франко-британские планы боевых действий против СССР (1940).
8 марта 1940 года Комитет начальников штабов Великобритании подготовил меморандум «Военные последствия военных действий против России в 1940 году». В этом документе предусматривались три основных направления операций против СССР: северное (в районах Петсамо, Мурманска и Архангельска), дальневосточное и южное. В докладе подчеркивалось, что «наиболее уязвимыми целями на Кавказе являются нефтепромышленные районы в Баку, Грозном и Батуми», и отмечалось, что к нанесению воздушных ударов полезно также привлечь военно-морские силы: «рейды авианосцев в Чёрном море с целью бомбардировок нефтеперегонных предприятий, нефтехранилищ или портовых сооружений в Батуми и Туапсе будут полезным дополнением к основным воздушным налётам на Кавказский регион и могут привести к временному разрушению русской обороны». В меморандуме, однако, делался вывод, что война с СССР желательна только в том случае, если это приведёт к быстрой победе над Германией.

## 9 марта1940 года(суббота). 191-й день войны
Советско-финская война. Завершение войны и заключение мира..

## 10 марта1940 года(воскресение). 192-й день войны
Советско-финская война. Завершение войны и заключение мира..

## 11 марта1940 года(понедельник). 193-й день войны
Советско-финская война. Завершение войны и заключение мира..

## 12 марта1940 года(вторник). 194-й день войны
Советско-финская война. Завершение войны и заключение мира.. Заключение мира между Финляндией и Советским Союзом.

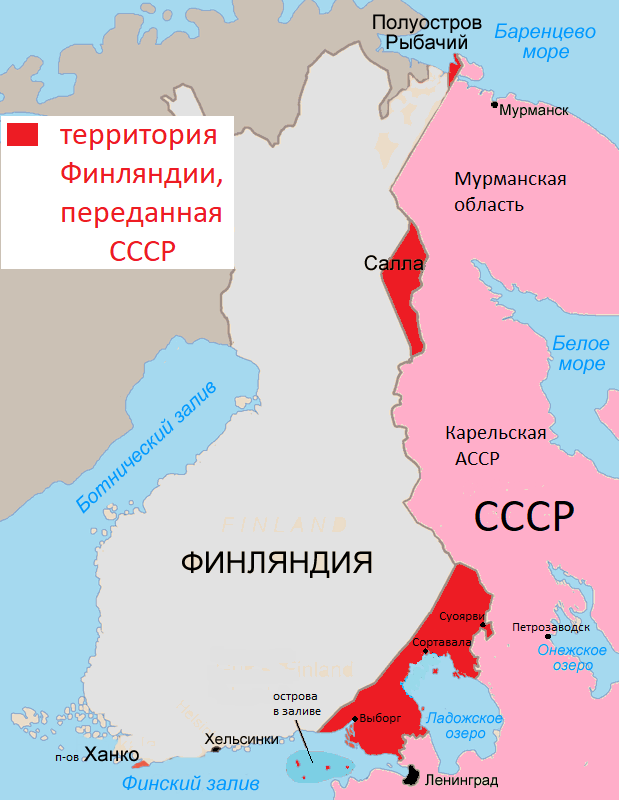
Территории, уступленные Финляндией СССР согласно договору, а также арендованные СССР.

.

## 13 марта 1940 года (среда). 195-й день войны
Советско-финская война. Завершение войны и заключение мира..
13 марта 1940 года в Москве подписан мирный договор между Финляндией и СССР, по которому были удовлетворены советские требования: граница на Карельском перешейке в районе Ленинграда отодвинута к северо-западу с 32 до 150 км, к СССР отошёл ряд островов в Финском заливе.
13 марта войска 7-й армии вошли в Выборг.
Согласно донесениям из войск на 15.03.1940:
- раненых, больных, обмороженных — 248 090;
- убито и умерло на этапах санитарной эвакуации — 65 384;
- умерло в госпиталях — 15 921;
- пропало без вести — 14 043;
- всего безвозвратных потерь — 95 348[14].

В марте 1940 Япония сформировала марионеточное правительство в Нанкине с целью получения политической и военной поддержки в борьбе с партизанами в глубоком тылу. Во главе встал переметнувшийся к японцам бывший вице-премьер Китая Ван Цзинвэй.
30 марта 1940 года было торжественно объявлено о создании «центрального правительства» в Нанкине, исполняющим обязанности председателя которого стал Ван Цзинвэй; «Временное правительство Китайской республики» и «Реформированное правительство Китайской республики» были распущены, чтобы подчеркнуть общенациональный характер нового нанкинского правительства.
Датско-норвежская операция. Разработка операции «Уилфред» и плана R4.
Великобритания со своей стороны планировала захват Скандинавских стран для распыления сил Германии и ведения экономической блокады. Для этого британское военное ведомство планировало несколько независимых операций. Чтобы не быть вовлеченным в войну с СССР, британский премьер Чемберлен предложил произвести минирование норвежских территориальных вод (на чём давно уже настаивал Черчилль) и таким образом изгнать германские рудовозы из их трехмильных пределов, на которых выполнялись требования о нейтралитете, под удары военно-морских сил союзников, превосходство которых на море было неоспоримым. Операция, получившее кодовое название «Уилфред», не рассчитывала встретить сильное германское противодействие.
31 марта крейсер «Бирмингем» с эсминцами «Фирлесс» и «Хостайл» были направлены к берегам Норвегии для перехвата прорывающихся в Германию немецких судов. Дополнительно им ставилась задача захвата рыболовных траулеров противника и прикрытия своих сил, которым предстояло ставить мины. Отряд оперировал у норвежского побережья до вечера 7 апреля, успев захватить в качестве призов три немецких траулера: «Фрисланд» (247 брт), «Бланкенберг» (336 брт) и «Нордланд» (392 брт).
3 апреля британский флот получил указание произвести минирование норвежских вод. Выход кораблей назначили двумя днями позже.
Постановки в рамках операции «Уилфред» предусматривалось проводить несколькими группами кораблей:
- группа «WB» (эсминцы «Экспресс» и «Интрепид») — в районе Кристиансунна (62(54’с. ш., 6(55' в. д.);
- группа «WS» (минный заградитель «Тевайэт Бэнк» и эсминцы «Инглфилд», «Айлэкс», «Имоджен», «Айзис») — в районе м. Стад (62(с. ш., 5(в. д.);
- группа «WV» (20-я флотилия эсминцев-заградителей («Эск», «Импалсив», «Икарус», «Айвенго») и 2-я флотилия эсминцев («Харди», «Хотспёр», «Хэвок», «Хантер») для прикрытия) — в районе Будё (67(24' с. ш., 14(36' в. д.).

Соединение под командованием вице-адмирала Уильяма Дж. Уайтворта (линейный крейсер «Ринаун» и эсминцы «Грэйхаунд», «Глоууорм», «Хайперион», «Хироу») было выделено для оперативного прикрытия заградительных групп, так как поступили сведения о находящихся в Нарвике норвежских броненосцах, кроме того, нельзя было полностью исключать ответных мер противника.
«Поскольку минирование нами норвежских вод могло вызвать ответные действия Германии, — вспоминал Черчилль, — было решено также, что в Нарвик следует послать английскую бригаду и французские войска, чтобы очистить порт и продвинуться к шведской границе. В Ставангер, Берген и Тронхейм также должны были быть посланы войска».
Так в общих чертах и выглядел новый план, получивший кодовое название «R4». В нём просматриваются следующие характерные решения:
- расчет на лояльность политического руководства Норвегии;
- основной акцент делался на ведение боевых действий на море, планы строились из расчета значительного превосходства британского флота над германским, на ВМС возлагались основные усилия по противодействию возможным немецким контрмерам;
- в первом эшелоне задействовались исключительно британские войска, во втором — также французские и польские силы;
- военные действия в Дании на данном этапе не предусматривались[16].